# 里亚希纽
里亚希纽是巴西米纳斯吉拉斯州的一个市镇。总面积1774.924平方公里，总人口8126人，人口密度4.6人/平方公里。